# Brashear
Brashear és una població dels Estats Units a l'estat de Missouri. Segons el cens del 2000 tenia 280 habitants.

## Demografia
Segons el cens del 2000, Brashear tenia 280 habitants, 124 habitatges, i 73 famílies. La densitat de població era de 308,9 habitants per km².
Dels 124 habitatges en un 30,6% hi vivien nens de menys de 18 anys, en un 47,6% hi vivien parelles casades, en un 8,9% dones solteres, i en un 41,1% no eren unitats familiars. En el 36,3% dels habitatges hi vivien persones soles el 23,4% de les quals corresponia a persones de 65 anys o més que vivien soles. El nombre mitjà de persones vivint en cada habitatge era de 2,26 i el nombre mitjà de persones que vivien en cada família era de 3.
Per edats la població es repartia de la següent manera: un 26,4% tenia menys de 18 anys, un 5,7% entre 18 i 24, un 25,4% entre 25 i 44, un 26,1% de 45 a 60 i un 16,4% 65 anys o més.
L'edat mediana era de 41 anys. Per cada 100 dones de 18 o més anys hi havia 89 homes.
La renda mediana per habitatge era de 21.750 $ i la renda mediana per família de 32.500 $. Els homes tenien una renda mediana de 19.479 $ mentre que les dones 22.500 $. La renda per capita de la població era d'11.763 $. Entorn del 20,6% de les famílies i el 26,5% de la població estaven per davall del llindar de pobresa.

## Poblacions més properes
El següent diagrama mostra les poblacions més properes.